# Cheumatopsyche etrona
Cheumatopsyche etrona là một loài Trichoptera trong họ Hydropsychidae. Chúng phân bố ở miền Tân bắc.